# 铜浮屠
铜浮屠，又称鎏金浮屠，中国唐代文物，国家一级文物，1987年出土于陕西省宝鸡市扶风县法门寺地宫。浮屠通高53.5厘米、座宽28.5厘米、刹高23.5厘米，重7.4千克。铜质，为铸造成型，原通体鎏金，出土时鎏金不多已脱落。该器由宝刹、浮屠、月台、基座组成。塔内放有一具银棺，棺内供有一枚玉质佛指舍利。2002年1月18日，被国家文物局收录进《首批禁止出国（境）展览文物目录》，属于禁止出境展览文物。现藏于法门寺博物馆，存于法门寺内的法门珍宝馆。

## 形制
铜浮屠基座为三层月台，由下而上逐渐收小，其外均有护栏，每面护栏正中有弧形踏步，踏步又分为左、右台阶，中间以丹墀分隔。最下层的月台为方形，四周栏杆有宝珠、如意云头、葫芦状的装饰物；中间层的月台呈四级叠涩，四周栏杆中部各有两个竖立的望柱，柱顶有蹲狮；最上层的月台亦为方形，月台侧面各有四个桃形壶门。
月台之上为铜浮屠，也就是佛塔塔身，佛塔的面阔和进深均为三间，当心间设门两扇，门中部有插杠，门外置金刚力士一对。
佛塔顶部饰有高耸的塔刹，刹底为须弥座，其上为六个由下往上依次渐小的相轮。相轮以上置华盖，盖上有十字相交的火焰背光，其上有双轮新月与日轮，刹尖高耸，最上为摩尼珠。
塔内盛放有一枚鎏金伽陵频迦鸟纹银棺，棺盖为半弧形，前宽后窄，前檐探出较多。棺体前高宽，后矮窄。棺盖长8.2厘米，高6.4厘米，前档宽5.4厘米，后档宽4.2厘米。前档板上刻着两位坐佛弟子，两侧壁各錾出两只迦陵频伽神鸟。棺体下有两层台座，上层台座四周錾出一圈仰莲瓣，下层四周镂空成壶门。
银棺内藏有一枚骨质佛指舍利，为古代僧众为避免佛指真身舍利遭损毁而仿制了三枚影骨中的一枚，是法门寺四枚佛指舍利中最后发现的一枚。